# Katherine Clarková
Katherine Marlea Clark (* 17. července 1963 New Haven, Connecticut) je americká právnička a politička za Demokratickou stranu. Od roku 2023 je vůdkyně legislativní menšiny (anglicky tzv. House Minority Whip) ve Sněmovně reprezentantů USA.
Clarková je absolventkou St. Lawrence University, Cornell Law School a Harvard Kennedy School. V roce 1983 studovala v Nagoje. Na začátku své kariéry působila jako právnička v Chicagu a ve státě Colorado. V Massachusetts žije od roku 1995. 
V letech 2008 až 2011 byla Clarková členkou massachusettské Sněmovny reprezentantů, když zastupovala její 32. okrsek. V letech 2011 až 2013 pak působila jako členka massachusettského státního Senátu. V prosinci 2013 byla zvolena členkou Sněmovny reprezentantů za massachusettský pátý okrsek (stala se tak nástupkyní pozdějšího senátora Eda Markeyho). 
V letech 2019 až 2021 byla místopředsedkyní Výboru Demokratické strany (anglicky tzv. House Democratic Caucus) ve Sněmovně reprezentantů, v roce 2021 ji nahradil Pete Aguilar. V roce se stala místopředsedkyní Sněmovny reprezentantů po boku předsedkyně Nancy Pelosiové. když ve funkci nahradila pozdějšího senátora Bena Raye Lujána. Ve funkci skončila v roce 2023. 
Od roku 1992 je vdaná a má tři děti.